# 短内転筋
短内転筋（たんないてんきん、英語: adductor brevis muscle）は人間の恥骨の筋肉で股関節の内転、屈曲、外旋を行う。
恥骨結合の近くの恥骨下枝から起こり、大腿骨の粗線内側唇の上部1/3で終わる。